# Unge kommissarie Morse
Unge kommissarie Morse (originaltitel: Endeavour) är en brittisk kriminalserie som började produceras 2012. Ett pilotavsnitt sändes 2012, och den första säsongen 2013. I rollerna ses bland andra Shaun Evans och Roger Allam, och serien handlar om mord som begås i Oxford i England. Unge kommissarie Morse handlar om Endeavour Morse, huvudpersonen i TV-serien Kommissarie Morse, när han var ung polis.
I Sverige började serien att sändas på SVT1 våren 2013.

## Skådespelare
| Skådespelare         | Rollfigur        | Yrke eller relation          |
| -------------------- | ---------------- | ---------------------------- |
| Shaun Evans          | Endeavour Morse  | kommissarie                  |
| Roger Allam          | Fred Thursday    | kommissarie                  |
| Anton Lesser         | Reginald Bright  | polischef                    |
| Jack Laskey          | Peter Jakes      | kommissarie                  |
| Sean Rigby           | Jim Strange      | kommissarie                  |
| James Bradshaw       | Dr. Max DeBryn   | rättsläkare                  |
| Abigail Thaw         | Dorothea Frazil  | journalist på Oxford Mail    |
| Caroline O'Neill     | Win Thursday     | kommissarie Thursdays fru    |
| Sara Vickers         | Joan Thursday    | kommissarie Thursdays dotter |
| Jack Bannon          | Sam Thursday     | kommissarie Thursdays son    |
| Shvorne Marks        | Monica Hicks     | Morses granne; sjuksköterska |
| Simon Kunz           | Bart Church      | kommissarie                  |
| Dakota Blue Richards | Shirley Trewlove | kommissarie                  |